# Clutch (zespół muzyczny)
Clutch – zespół z Germantown, Maryland (USA) grający stoner rocka, założony w 1990 roku. Pierwszym wydawnictwem zespołu była EP-ka zatytułowana Pitchfork, która ukazała się w październiku 1990. Pierwszy ich studyjny album, Transnational Speedway League, został wydany trzy lata później, w 1993. Zespół posiada własną wytwórnię – Weathermaker Music.

## Muzycy

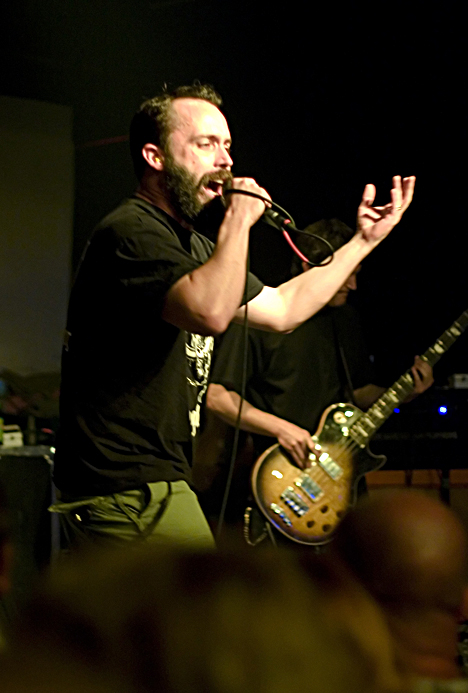
Neil Fallon podczas koncertu Clutch (2007)

- Neil Fallon – wokal, gitara, harmonijka ustna
- Tim Sult – gitara
- Dan Maines – gitara basowa
- Jean-Paul Gaster – perkusja
- Mick Schauer – organy (zm. 2019[3][4])

## Dyskografia
- 1991 Pitchfork 7, 12 (Inner Journey Records)
- 1992 Passive Restraints (EP, Earache Records)
- 1993 Transnational Speedway League: Anthems, Anecdotes and Undeniable Truths (Eastwest Records)
- 1995 Clutch (Eastwest Records)
- 1997 Impetus (Earache Records)
- 1998 The Elephant Riders (Columbia Records)
- 1999 Pitchfork (Inner Journey Records & River Road Records)
- 1999 Jam Room (River Road Records)
- 2001 Pure Rock Fury (Atlantic Records)
- 2002 Live at the Googolplex (River Road Records)
- 2003 Slow Hole to China: Rare and Unreleased (River Road Records)
- 2004 Blast Tyrant (DRT Records)
- 2004 Live in Flint (River Road Records)
- 2005 Robot Hive/Exodus (DRT Records)
- 2005 Pitchfork & Lost Needles (Megaforce Records)
- 2007 From Beale Street to Oblivion,
- 2008 Full Fathom Five (album koncertowy)
- 2009 Strange Cousins From The West,
- 2013 Earth Rocker,
- 2015 Psychic Warfare.
- 2018 Book of Bad Decisions.